# Podocarpus
Podocarpus är ett släkte av barrträd. Podocarpus ingår i familjen Podocarpaceae.
Brarrträden förekommer huvudsakligen i det södra tempererade bältet samt på högre berg i tropiska Asien och Afrika. De är vanligen träd, i några fall lägre buskar med ständigt gröna blad. Några är riktigt höga och är betyande som byggnadsvirke. Podocarpus chinesis, en odlad variant av Podocarpus macrophyllus förekommer som odlad prydnadsväxt på många håll om i världen.

## Bildgalleri

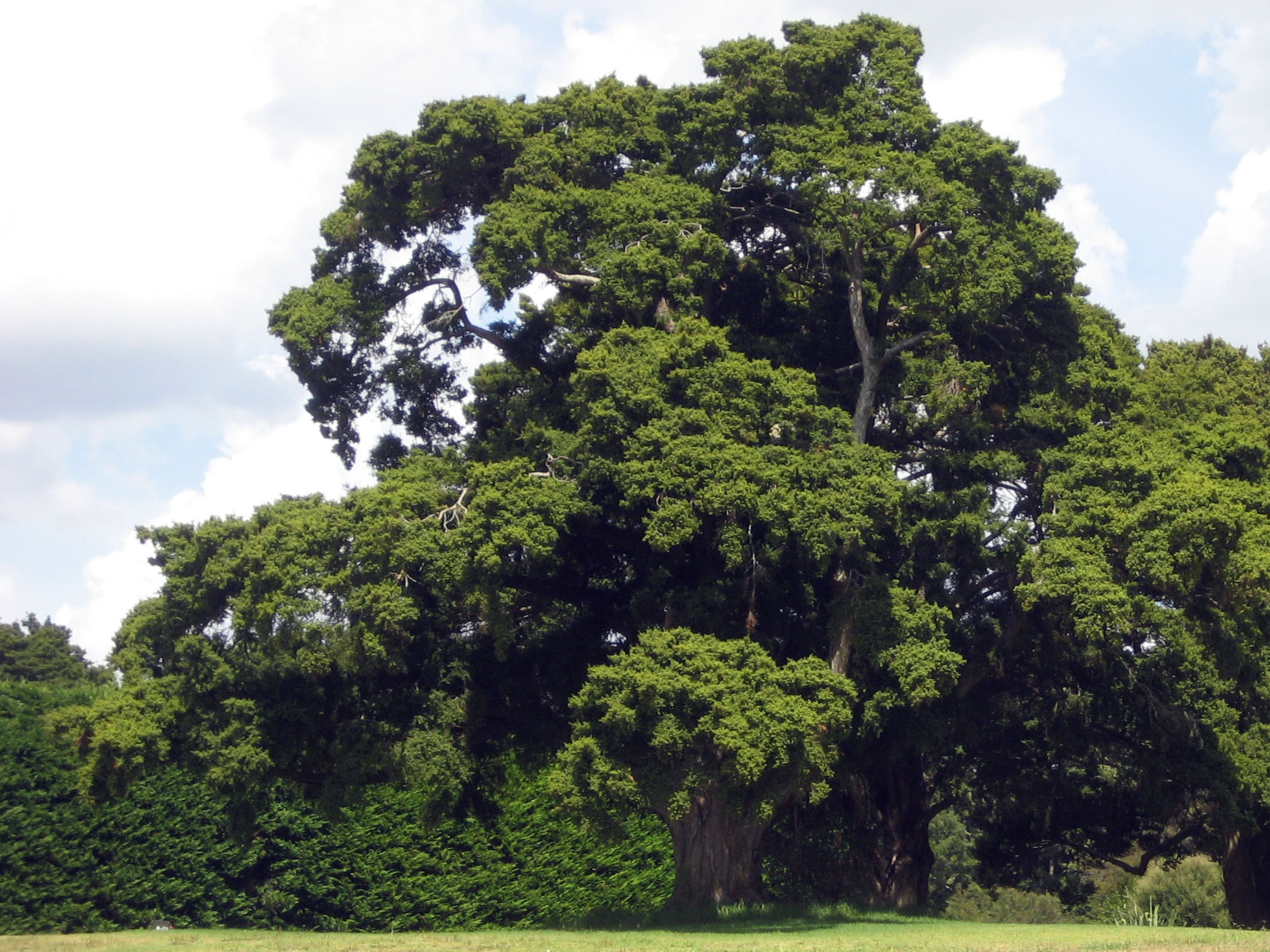
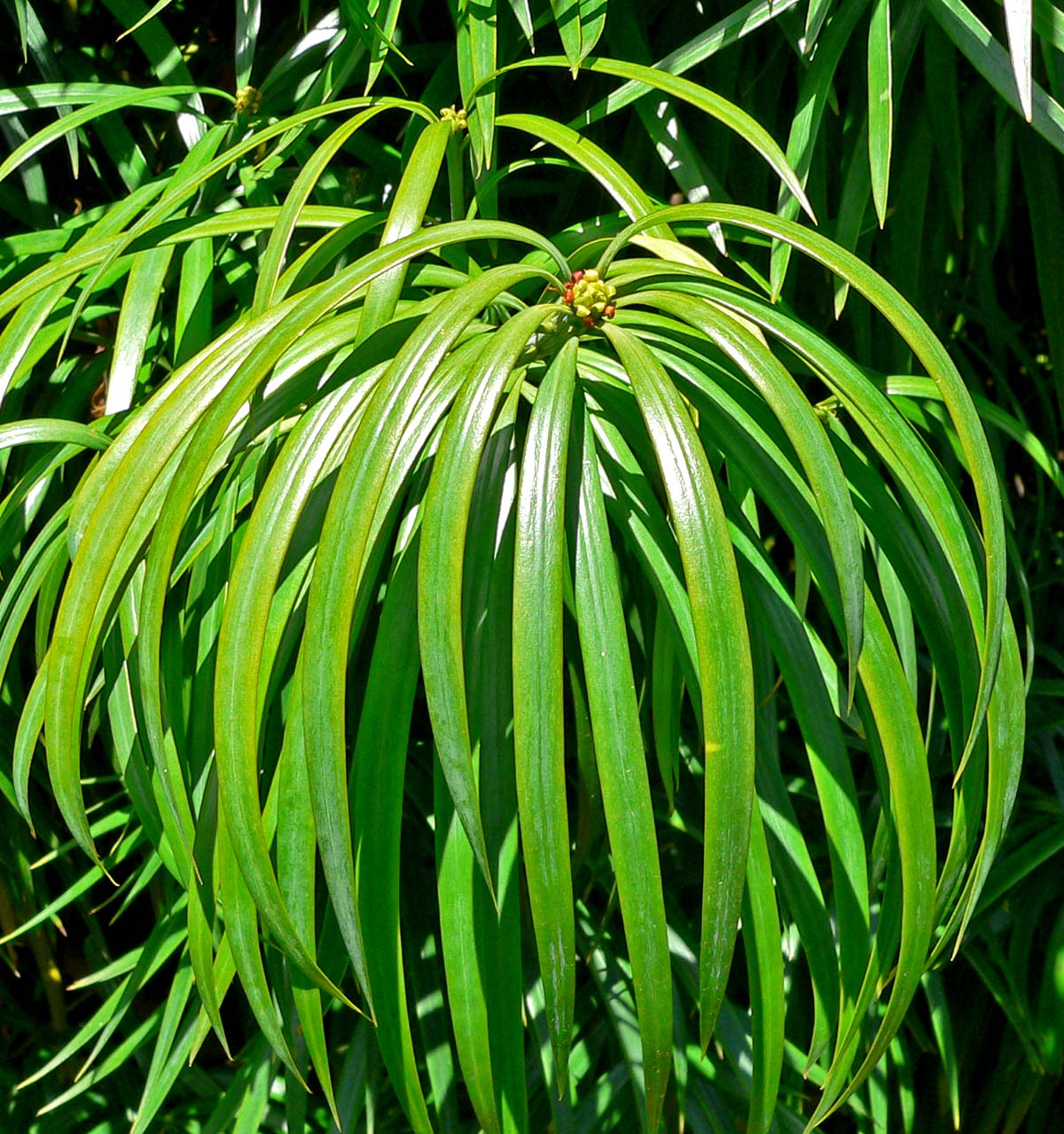
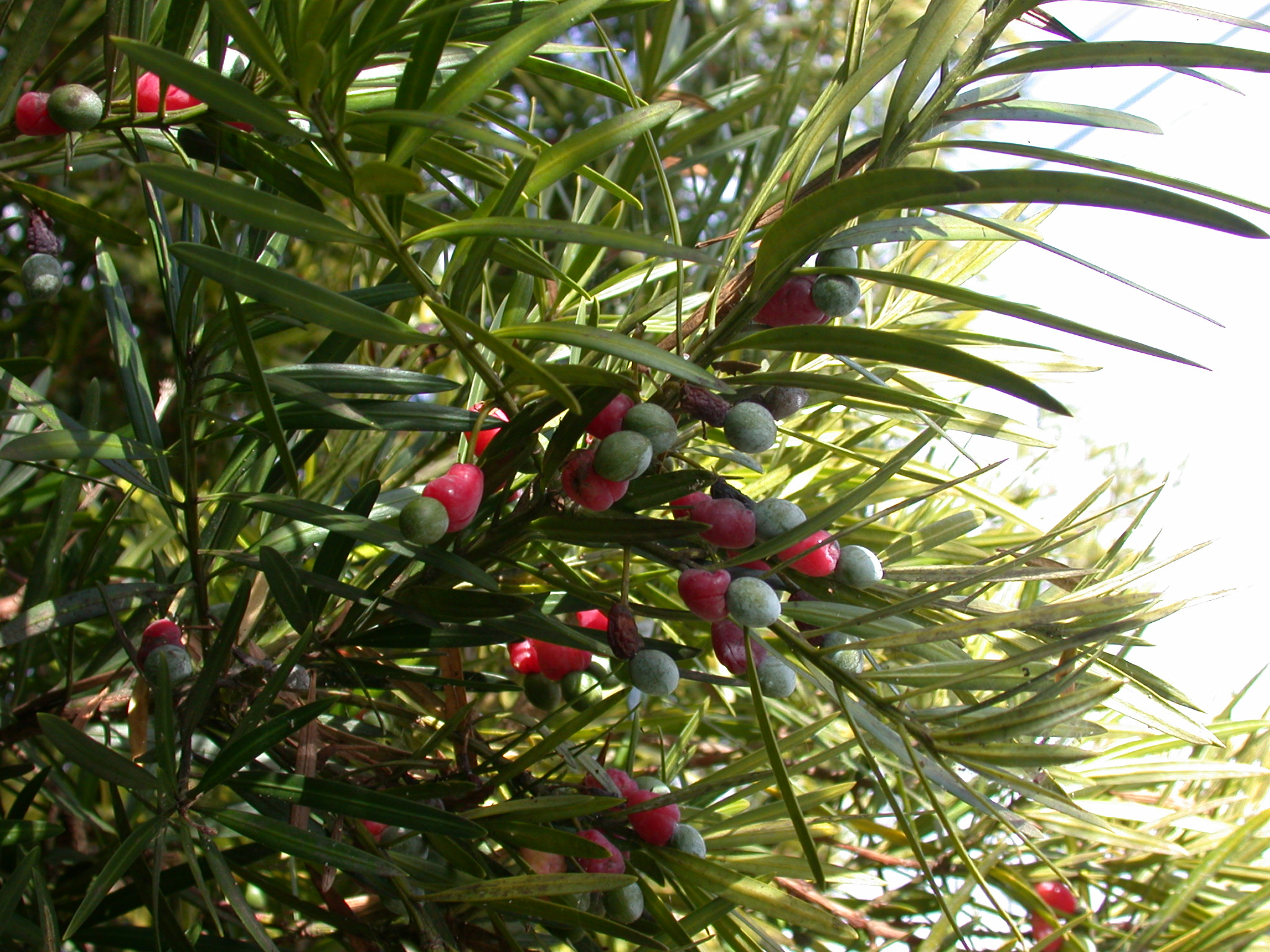
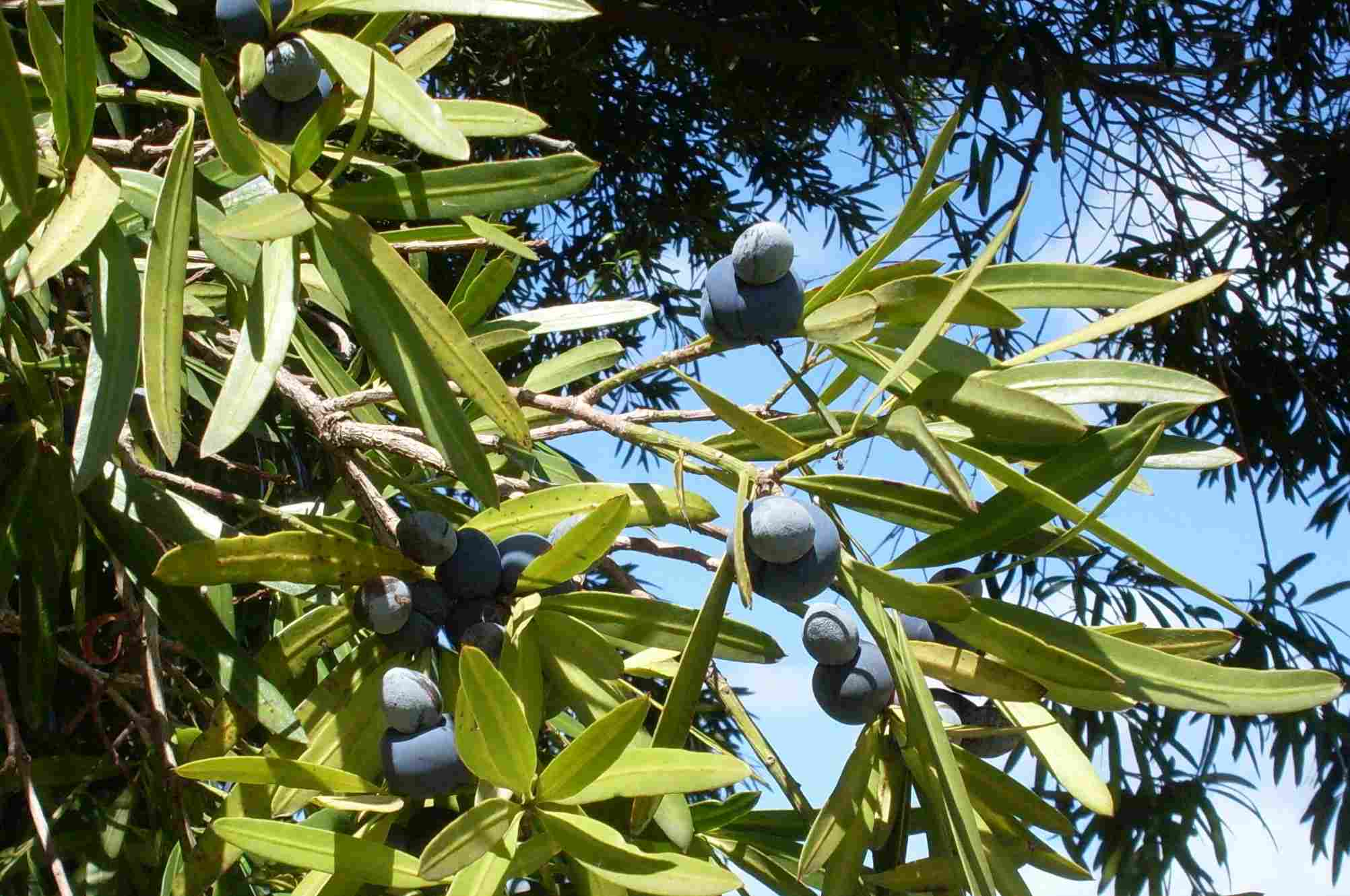
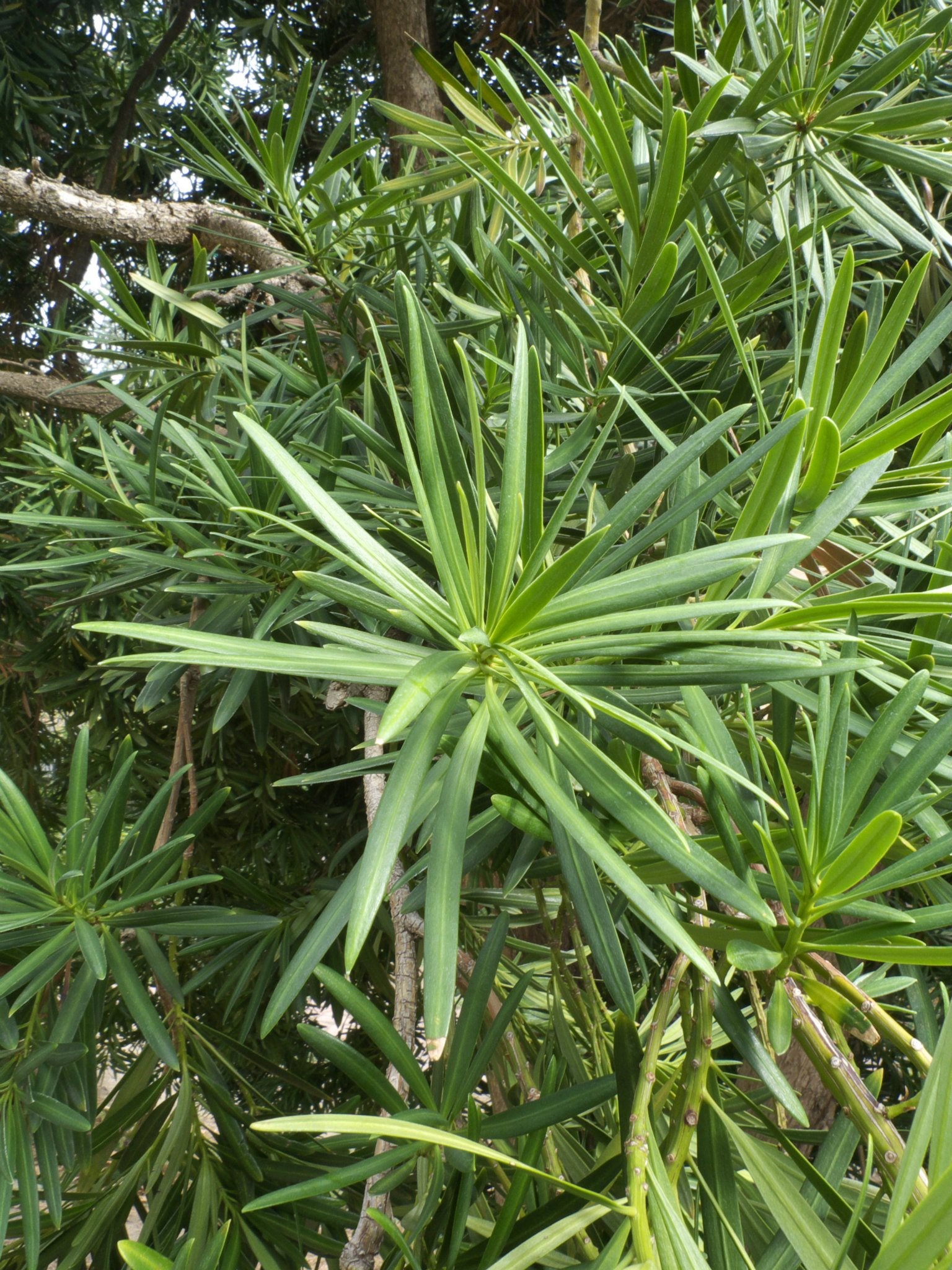
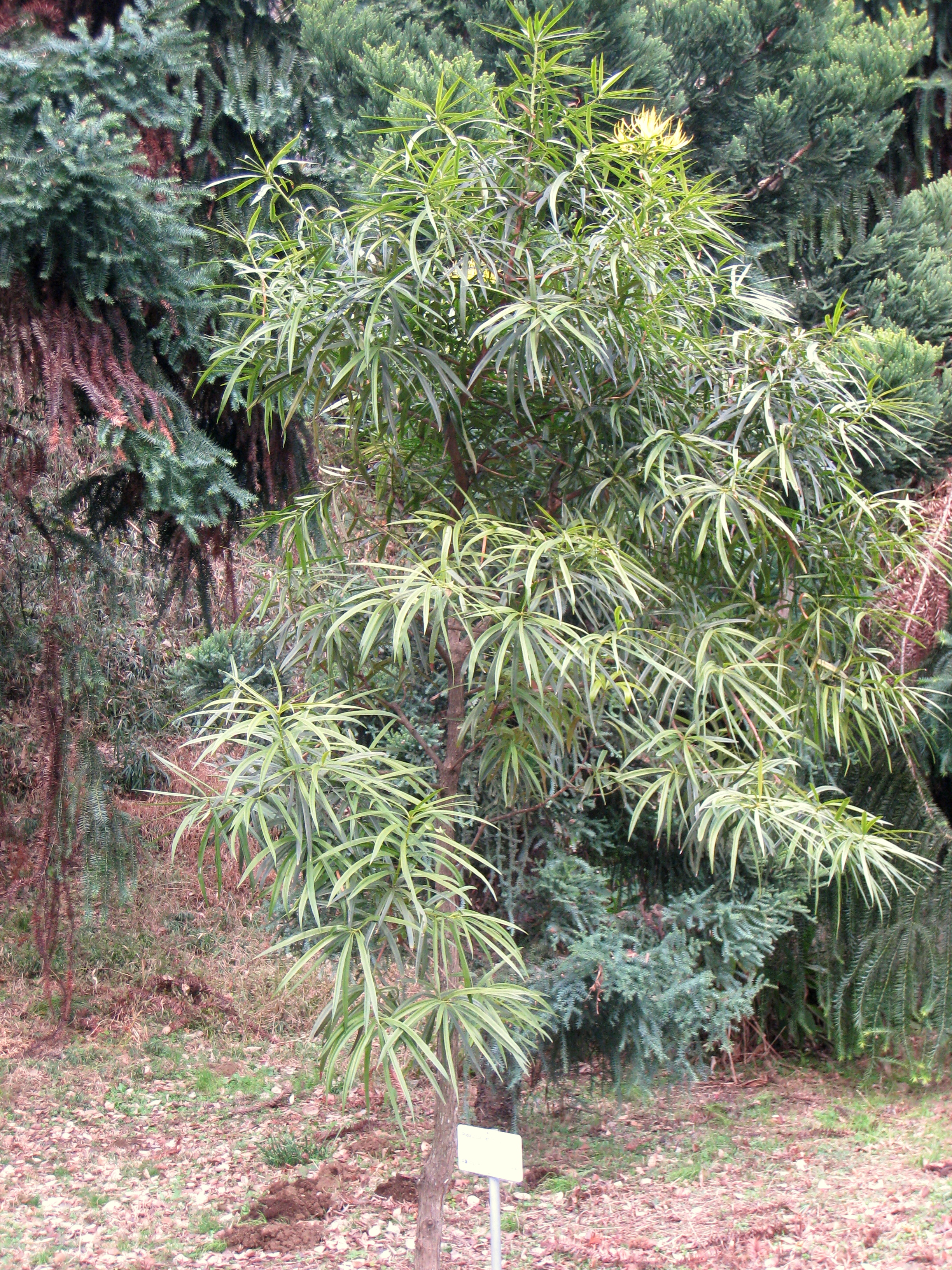

## Dottertaxa tillPodocarpus, i alfabetisk ordning[1]
- Podocarpus acuminatus
- Podocarpus acutifolius
- Podocarpus affinis
- Podocarpus angustifolius
- Podocarpus aracensis
- Podocarpus archboldii
- Podocarpus atjehensis
- Podocarpus borneensis
- Podocarpus bracteatus
- Podocarpus brasiliensis
- Podocarpus brassii
- Podocarpus brevifolius
- Podocarpus buchii
- Podocarpus capuronii
- Podocarpus celatus
- Podocarpus chingianus
- Podocarpus confertus
- Podocarpus coriaceus
- Podocarpus costalis
- Podocarpus costaricensis
- Podocarpus crassigemma
- Podocarpus cunninghamii
- Podocarpus decumbens
- Podocarpus deflexus
- Podocarpus dispermus
- Podocarpus drouynianus
- Podocarpus ekmanii
- Podocarpus elatus
- Podocarpus elongatus
- Podocarpus fasciculus
- Podocarpus gibbsiae
- Podocarpus glaucus
- Podocarpus globulus
- Podocarpus glomeratus
- Podocarpus gnidioides
- Podocarpus grayae
- Podocarpus guatemalensis
- Podocarpus henkelii
- Podocarpus hispaniolensis
- Podocarpus humbertii
- Podocarpus insularis
- Podocarpus lambertii
- Podocarpus latifolius
- Podocarpus laubenfelsii
- Podocarpus lawrencei
- Podocarpus ledermannii
- Podocarpus levis
- Podocarpus longifoliolatus
- Podocarpus lophatus
- Podocarpus lucienii
- Podocarpus macrocarpus
- Podocarpus macrophyllus
- Podocarpus madagascariensis
- Podocarpus magnifolius
- Podocarpus matudae
- Podocarpus micropedunculatus
- Podocarpus milanjianus
- Podocarpus nakaii
- Podocarpus neriifolius
- Podocarpus nivalis
- Podocarpus novae-caledoniae
- Podocarpus nubigenus
- Podocarpus oleifolius
- Podocarpus orarius
- Podocarpus palawanensis
- Podocarpus pallidus
- Podocarpus parlatorei
- Podocarpus pendulifolius
- Podocarpus perrieri
- Podocarpus pilgeri
- Podocarpus polyspermus
- Podocarpus polystachyus
- Podocarpus pseudobracteatus
- Podocarpus purdieanus
- Podocarpus ramosii
- Podocarpus ridleyi
- Podocarpus roraimae
- Podocarpus rostratus
- Podocarpus rubens
- Podocarpus rumphii
- Podocarpus rusbyi
- Podocarpus salicifolius
- Podocarpus salignus
- Podocarpus salomoniensis
- Podocarpus sellowii
- Podocarpus smithii
- Podocarpus spathoides
- Podocarpus spinulosus
- Podocarpus sprucei
- Podocarpus steyermarkii
- Podocarpus subtropicalis
- Podocarpus sylvestris
- Podocarpus tepuiensis
- Podocarpus teysmannii
- Podocarpus totara
- Podocarpus transiens
- Podocarpus trinitensis
- Podocarpus urbanii